# Agrypnus marginipennis
Agrypnus marginipennis is een keversoort uit de familie kniptorren (Elateridae). De wetenschappelijke naam van de soort is voor het eerst geldig gepubliceerd in 1903 door Schwarz.